# Гершман, Борис Николаевич
Бори́с Никола́евич Ге́ршман (4 июня 1924, Нижний Новгород — 19 мая 1989, Горький) — видный советский учёный в области радиофизики, распространения электромагнитных волн в плазме (ионосфере) и физики ионосферы. Доктор физико-математических наук с 1961 года. Один из наиболее известных представителей горьковской школы радиофизики.

## Биография
Борис Николаевич Гершман родился в Нижнем Новгороде. Его отец, Николай Алексеевич, работал на заводе «Красное Сормово» бухгалтером. Мать, Анфиса Глебовна, была учительницей.
После окончания в 1941 году сормовской средней школы № 84 он поступил на автотракторный факультет Политехнического института. Великая Отечественная война прервала учёбу, и в 1942 году со второго курса он ушел на фронт, став сначала курсантом Калининского химического училища. С 1943 года Б. Н. Гершман участвовал в боях в качестве командира отделения автоматчиков сначала 73-го стрелкового полка, затем 178-й танковой бригады 2-го Белорусского фронта. В январе 1945 года он был тяжело ранен, и после лечения, летом 1945 года, демобилизован.
Осенью 1945 года Б. Н. Гершман приступил к занятиям на втором курсе только что образованного радиофизического факультета Горьковского университета, который с отличием закончил в 1950 году. Сразу после окончания он был оставлен в аспирантуре на кафедре «Распространения радиоволн» Горьковского университета. Его научным руководителем стал заведующий кафедрой (впоследствии академик и Лауреат Нобелевской премии) В. Л. Гинзбург. Через три года Б. Н. Гершман защитил диссертацию на соискание ученой степени кандидата физико-математических наук (1953).
Начиная с учёбы в аспирантуре и до конца своих дней, он работал на родной кафедре Распространения радиоволн. Сначала в должности ассистента, с 1959 года — доцента, а в 1964 году ему было присвоено звание профессора.
В 1960 году Б. Н. Гершман был избран на должность заведующего кафедрой Распространения радиоволн, сменив на этом посту своего учителя, В. Л. Гинзбурга. В этой должности он оставался до 1980 года.
С 1960 года так же работал по совместительству в НИРФИ.
В 1961 году Б. Н. Гершман защитил диссертацию на соискание ученой степени доктора физико-математических наук. Защита проходила в Физическом институте АН СССР им. П. Н. Лебедева в Москве.
Б. Н. Гершман был прекрасным лектором и научным руководителем. Он много лет читал курсы лекций вел спецкурсы по «Термодинамике и статистической физике», «Физике плазмы», «Физике ионосферы» и др.
Более десяти его учеников стали кандидатами и докторами наук.
Б. Н. Гершман был заместителем по научной работе председателя Головного совета по радиофизике Минвуза РСФСР, членом Совета по распространению радиоволн Минвуза СССР и Совета по комплексной проблеме «Распространение радиоволн» АН СССР. Возглавлял рабочую группу по ионосферным неоднородностям Секции ионосферы при Межведомственном геофизическом комитете. Состоял членом редколлегии журнала «Известия ВУЗов. Радиофизика».
Похоронен на Красном кладбище.

## Научный вклад
Научные интересы Б. Н. Гершмана лежали в области распространения электромагнитных волн в плазме и физики плазмы (ионосферы).
Он внес значительный вклад в теорию распространения радиоволн в магнитоактивной плазме (ионосфере). Ему принадлежат пионерские работы по кинетической теории электромагнитных волн в плазме в широком диапазоне частот. В частности он исследовал гирорезонансное поглощение радиоволн, распространение низкочастотных волн (особенно свистящих атмосфериков) в неоднородной магнитоактивной плазме.
В области физики ионосферной плазмы классическими стали работы Б. Н. Гершмана по динамике ионосферных процессов, токовым и градиентно-токовым неустойчивостям ионосферной плазмы, в частности, по кинетической теории бунемановской неустойчивости, диффузии плазмы. Отдельно стоит отметить цикл его работ по теории формирования ионосферного спорадического слоя Е (Es).
Написанные им монографии являются настольными книгами для специалистов по этим вопросам.

## Научные труды
Б. Н. Гершман — автор 4 монографий и более 100 научных статей.
- Распространение электромагнитных волн в плазме (ионосфере) // УФН. — 1957. — Т. 61. — С. 561—612.
- Распространение и генерация низкочастотных электромагнитных волн в верхней атмосфере // УФН. — 1960. — Т. 72. — С. 235—271.
- Ультранизкочастотное радиоизлучение верхней атмосферы и его связь с другими геофизическими явлениями // УФН. — 1966. — Т. 89. — С. 201—225.
- Гершман Б. Н. Динамика ионосферной плазмы. — М.: Наука, 1974, 255 с.
- Гершман Б. Н., Игнатьев Ю. А., Каменецкая Г. Х. Механизмы образования ионосферного спорадического слоя Еs на различных широтах. — М.: Наука, 1976, 106 с.
- Гершман Б. Н., Ерухимов Л. М., Яшин. Ю.Я. Волновые явления в ионосфере и космической плазме. — М.: Наука, 1984, 392 с.
- Гершман Б. Н., Казимировский Э. С., Кокоуров В. Д., Чернобровкина Н. А. Явление F-рассеяния в ионосфере. — Отв. ред. член-корр. АН ТССР Н. М. Ерофеев, рецензенты В. М. Поляков, Л. А. Щепкин. — М.: Наука, 1984, 141 с. — Ил. 65, табл. 2, библиогр. 383 назв.